# Pascialati albanesi

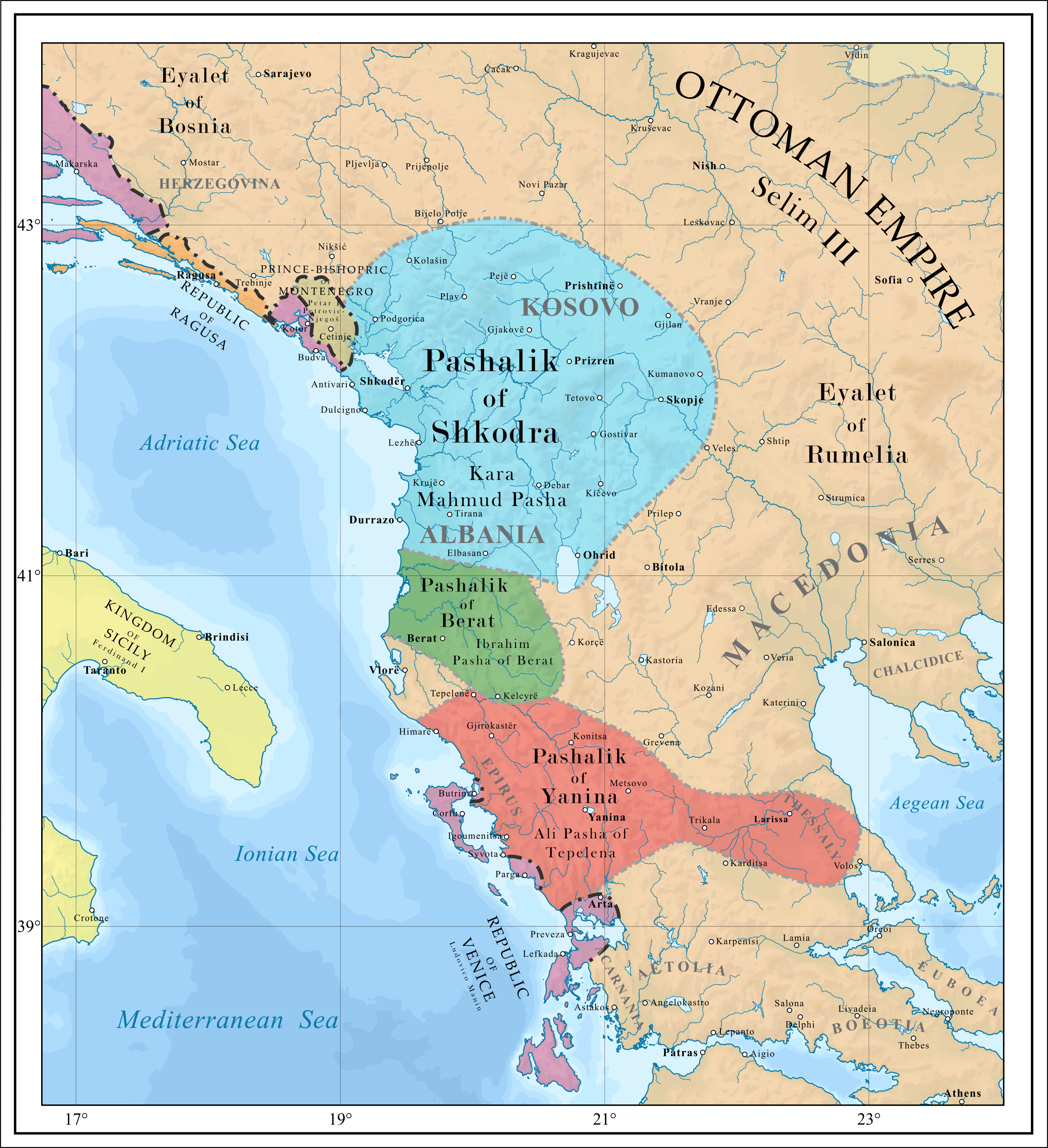
I tre pascialati albanesi attorno al 1790

I pascialati albanesi (noti anche come pashlik, in albanese Pashallëqet shqiptare) furono tre pascialati dell'Impero ottomano, governati da pascià albanesi, che esistettero dal 1757 al 1831 e coprivano il territorio dell'odierna Albania, del Kosovo, della gran parte del Montenegro, della Serbia meridionale, della parte occidentale della Macedonia del Nord e della gran parte della Grecia continentale. Il loro grado di indipendenza variò nel tempo: ora semplici province semi-autonome, ora entità de facto indipendenti dal potere centrale ottomano.

## Elenco dei Pascialati albanesi
|   | Pascialato             | Sovrano principale  | Anni      |
| - | ---------------------- | ------------------- | --------- |
| 1 | Pascialato di Scutari  | Kara Mahmud Bushati | 1757-1831 |
| 2 | Pascialato di Giannina | Alì Pascià          | 1787-1822 |
| 3 | Pascialato di Berat    | Ahmet Kurt Pascià   | 1774-1809 |

## Pascialato di Scutari

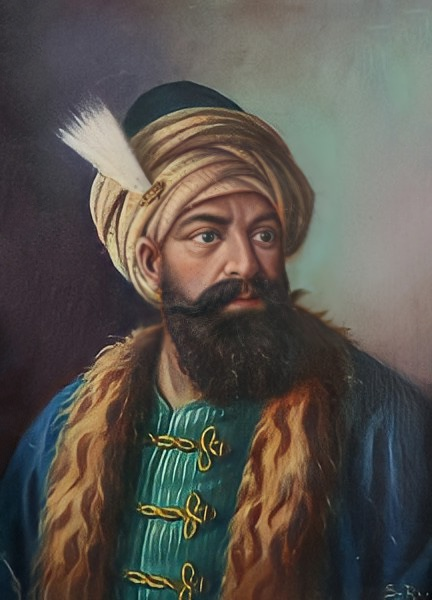
Kara Mahmud Pascià

Il Pascialato di Scutari (1757-1831) era un'entità semiautonoma e a volte de facto indipendente all'interno dell'Impero ottomano, creata dai capi albanesi dell'Albania ottomana settentrionale, che copriva gli odierni territori dell'Albania settentrionale, la maggior parte del Montenegro, la Serbia meridionale, la maggior parte del Kosovo e la parte occidentale della Macedonia del Nord. Il pascialato si espanse anche nell'Albania centrale, nella Macedonia nord-occidentale e sudoccidentale e nella parte settentrionale della Macedonia occidentale. L'indebolimento dell'autorità centrale ottomana e del sistema del timar portò l'anarchia nelle terre popolate dagli albanesi. Alla fine del XVIII secolo emersero due centri di potere albanesi: Scutari, sotto la famiglia Bushati; e Giannina, sotto Ali Pascià di Tepeleni. Quando i loro obiettivi si rivelavano congeniali, entrambe le entità collaboravano con la Sublime Porta e quando era opportuno sfidare il governo centrale, ciascuno agiva in modo indipendente. Nel 1757, Mehmed Bey Bushati si autoproclamò Pascià di Scutari, in vista di un grado di autonomia/indipendenza che Mehmed Ali Pascià si era stabilito in Egitto. Suo figlio e successore Kara Mahmoud perseguì una politica di espansione militare e stabilì il suo controllo sull'Albania settentrionale (fino al fiume Shkumbi) e sul Kosovo. Lanciò due attacchi al Montenegro (1785, 1796) e sopravvisse a diverse spedizioni ottomane inviate per sottometterlo. Il pascialato autonomo di Kara Mahmoud ricevette l'attenzione del ministero degli esteri austriaco e russo, entrambi considerandolo un potenziale alleato contro la Sublime Porta. Nel 1796, Kara Mahmoud fu ucciso quando subì la sconfitta per mano dei montenegrini. Gli successe il fratello Ibrahim Pasha, una personalità meno bellicosa e fedele all'Impero ottomano (-1810). La dinastia Bushati continuò a mantenere il pascialato fino a quando un esercito ottomano al comando di Mehmet Reshid Pascià assediò il castello di Rozafa a Scutari nel 1831 e costrinse Mustafa Bushati ad arrendersi (1831). Il pascialato fu sciolto, furono istituiti i Vilayet di Scutari e del Kosovo. Una rivolta a Scutari nel 1833-1836 fallì nel ristabilire l'autonomia di cui godeva sotto Bushati. Quest'ultimo fondò la Biblioteca Bushati negli anni '40 dell'Ottocento, che svolse un ruolo importante nel risveglio culturale dell'Albania settentrionale.

## Pascialato di Giannina

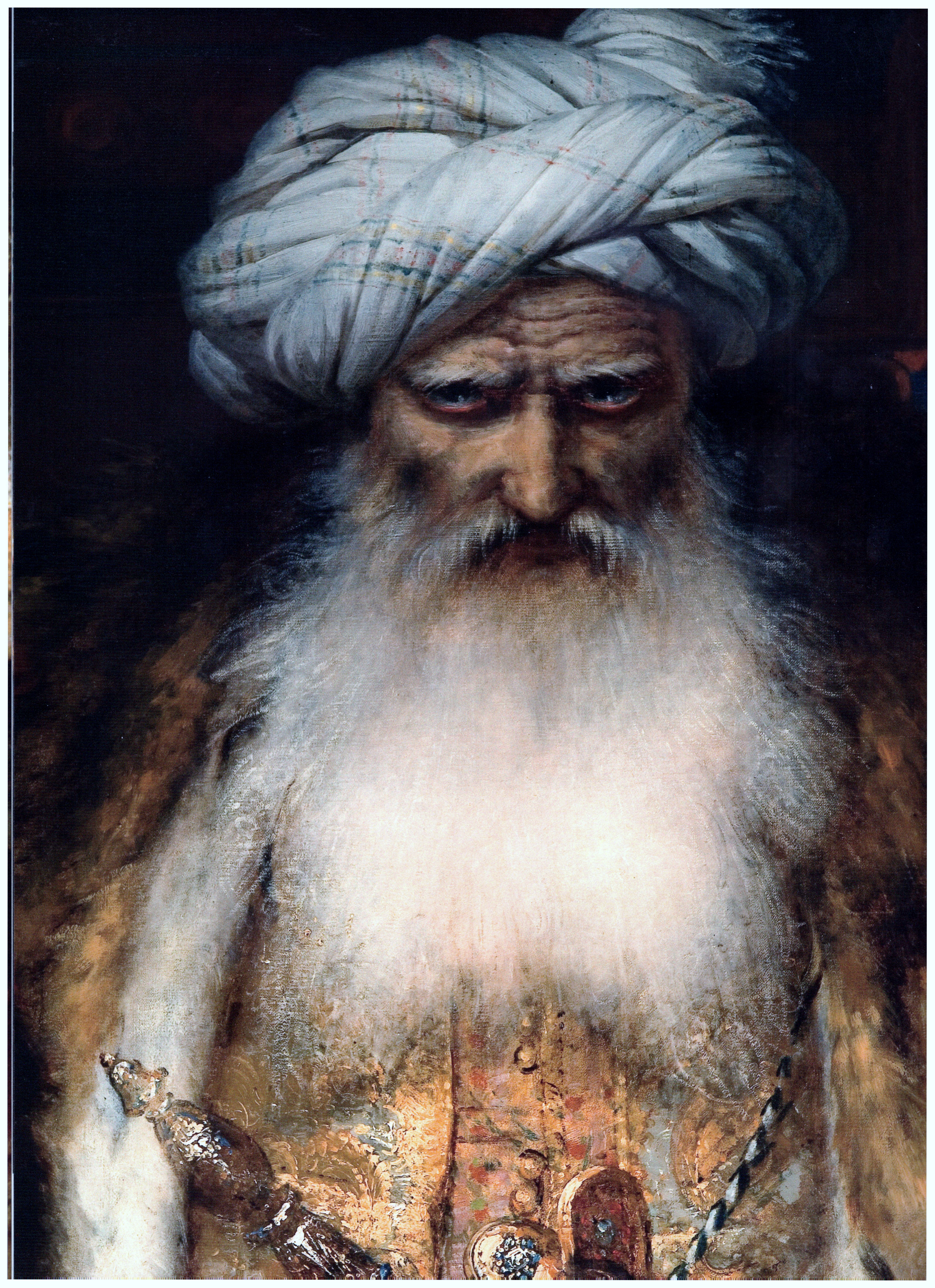
Ali Pascià di Tepelenë

Il Pascialato di Giannina (1787–1822) era un'entità de facto indipendente sotto l'Impero ottomano, creata da Ali Pascià, un leader albanese dell'Albania ottomana meridionale, che comprendeva i territori odierni della gran parte della Grecia continentale, dell'Albania meridionale e centrale e il sud-ovest della Macedonia del Nord. Nel 1787 Ali Pasha ricevette il pashaluk di Trikala come ricompensa per il suo sostegno alla guerra del sultano contro l'Austria. Ciò non bastò a soddisfare le sue ambizioni; poco dopo, prese il controllo di Giannina, che rimase la sua base di potere per i successivi 33 anni. Come altri capi regionali emersi in quel periodo, come Osman Pazvantoğlu, approfittò del debole governo ottomano per espandere ulteriormente il suo territorio fino a ottenere il controllo de facto della maggior parte dell'Albania, della Grecia occidentale e del Peloponneso, o direttamente o tramite i suoi figli. La politica di Ali come sovrano di Giannina era dominata da poco più che da semplici espedienti: operò come un despota effettivamente indipendente e si alleò con chiunque offrisse il maggior vantaggio in quel momento. Per ottenere un porto marittimo sulla costa albanese, Ali strinse un'alleanza con Napoleone I di Francia il quale aveva stabilito Francois Pouqueville come suo console generale a Giannina. Dopo il Trattato di Tilsitt in cui Napoleone concesse allo zar il suo piano per smantellare l'Impero ottomano, Ali cambiò schieramento e si alleò con il Regno Unito di Gran Bretagna e Irlanda nel 1807. Le sue macchinazioni furono permesse dal governo ottomano a Istanbul per un misto di espedienti, poiché si riteneva meglio avere Ali come semi-alleato che come nemico, e anche per debolezza, in quanto il governo centrale non aveva abbastanza forza in quel momento per cacciarlo. Il poeta George Gordon Byron, 6º barone Byron visitò la corte di Ali a Giannina nel 1809 e registrò l'incontro nella sua opera Il pellegrinaggio del giovane Aroldo. Egli aveva evidentemente sentimenti contrastanti nei riguardi del despota, sottolineando lo splendore della corte di Ali e una certa rinascita culturale ortodossa che aveva incoraggiato a Giannina, che Byron descrisse come "superiore in ricchezza, raffinatezza e cultura" a qualsiasi altra città albanese. In una lettera alla madre, tuttavia, Byron deplorava la crudeltà di Ali: "Sua Altezza è un tiranno spietato, colpevole delle più orribili crudeltà, molto coraggioso, un generale così buono che lo chiamano il Bonaparte maomettano [...] ma barbaro nel successo, arrostendo ribelli, ecc. ."
Nel 1820 Ali ordinò l'assassinio di un oppositore politico a Costantinopoli. Il sultano riformista Mahmud II, che tentava di ripristinare l'autorità della Sublime Porta, colse l'occasione per mettersi contro Ali ordinando la sua deposizione. Ali rifiutò di dimettersi dai suoi incarichi ufficiali e operò un'imponente resistenza ai movimenti delle truppe ottomane, aiutando indirettamente l'indipendenza greca poiché circa 20.000 soldati turchiturchi furono impegnati nei combattimenti nel temibile esercito di Ali. Nel gennaio 1822, tuttavia, agenti ottomani assassinarono Ali Pasha e mandarono la sua testa al Sultano. Dopo la sua morte il pascialato cessò di esistere.

## Pascialato di Berat
Il Pascialato di Berat era un pascialato creato nell'odierna Albania centrale da Ahmet Kurt Pasha nel 1774 e sciolto dopo che l'alleato di Ahmet, Ibrahim Pasha di Berat, fu sconfitto da Ali Pasha nel 1809, incorporando così l'entità, con il pascialato di Giannina. Questo pascialato era uno dei tre creati dagli albanesi nel periodo dei pascialati albanesi. Esso fu creato dopo che Ahmet Kurt Pasha riuscì a complottare con la Sublime Porta contro Mehmed Pascià Bushati nel 1774. Per il suo servizio, il sultano gli diede territori nell'Albania centrale. Riuscì a dominare il suo pascialato  fino alla sua morte nel 1787, inglobando territori di tutta l'Albania centrale, che confinavano a nord con il pascialato di Scutari e a sud con il pascialato di Giannina. Dopo la morte di Ahmet Kurt Pasha, il territorio del pascialato fu governato da un suo stretto alleato, Ibrahim Pasha di Berat. Poiché questo territorio apparteneva all'Albania centrale, Ibrahim Pasha fu scosso da questa invasione. Ciò fece sì che Ali Pascià iniziasse una guerra con il Pascialato di Berat. Fu raggiunto un accordo di pace: Ibrahim diede sua figlia in sposa a Mukhtar, il figlio maggiore di Ali, e il territorio conteso come sua dote. Poiché Sephir bey aveva mostrato qualità che avrebbero potuto rivelarsi temibili in seguito, Ali riuscì a farlo avvelenare da un medico; e, secondo il suo solito modo di fare, impiccò l'agente del delitto, affinché non ne rimanesse testimone.  Nel 1808, Ali Pasha sconfisse Ibrahim Pasha, incorporando il suo territorio nel pascialato di Giannina.